# حملة شعب الخدمة
أُطلقت هذه الحملة كجزء من مبادره كن التغيير مقرها في بوسطن، تهدف إلى ايقاظ روح المسؤولية الوطنية في أمريكا من خلال اشراك الامريكيين في برامج خدمه وطنيه غير عسكريه مثل اميريكوربس وعلى ذلك يتم منح المشاركين والمتطوعين  في نهايه الحملة جائزة نقديه لاكمال التعليم.
في يناير 2016 اتحدت حمله شعب الخدمه مع مشروع فرانكلين بهدف تحمل تكاليف سنه الخدمه ولانشاء تحالف سنه الخدمه.

## التاريخ

### حملة اخدم عاما
في 25 مارس عام 2015 تم اطلاق الحملة امام حوالي 200 من مديريين التنفيذين لهوليوود بهدف تشجيع الشباب على الاشتراك بسنه خدمه بعد الانتهاء من الثانويه العامه.

### قمة شعب الخدمة
تم عقد القمه في عام 2008 وحضرها العديد من المرشحين لرؤساء أمريكا منهم باراك اوباما، وتم الاتفاق عليى يوم وهو 27 من سبتمبر للتوقيع بالموافقة على الاشتراك بهذا المشروع من قبل العديد من الناس، وقد تعزز تشجيع هذا المشروع مع استلام الرئيس واطلاق عده مشاريع لخدمه المجتمع بين طلاب الثانويه.

### المبادرة المدنيه العسكرية
تم اطلاق ما يسمى ب«مهمه الخدمه» في يوم المحاربين القدامى 11 نوفمبر 2009  بهدف تحقيق تعاون ما بين المحاربين القدامى والمدنيين لمساعده محاربين اخرين لتحقيق سبل عيش أسهل وافضل، وكان من ابرز الداعمين السيده الأولى ميشيل اوباما وبرزت العديد من أسماء المشاركين في هذه الفعاليه في السنوات اللاحقه منهم الجنرال ستانلي ماكريستال